# Церква Різдва Пресвятої Богородиці (Шацьк)
Церква Різдва Пресвятої Богородиці — православний (УПЦ МП) храм у селищі Шацьк, Волинська область, Україна. Пам'ятка архітектури національного значення.
Настоятель — митрофорний протоієрей Микола (Вихор), благочинний Шацької округи.

## З історії храму
Вперше церква в Шацьку згадується в 1510 році. Старожили селища записали з розповіді своїх батьків, що перший храм було спалено татарами.
Нову церкву було закладено на Онуфрія в 1520 році і закінчено через 5 років. На свято Пречистої Богоматері звели над куполом хрест. Церква була дерев'яна і побудована в центрі села в урочищі «Нагури». В період козацького повстання і війни з Польщею у 1648-1654 роках її спалили поляки. Жителі села розпочали будівництво нової церкви. На фундаменті попередньої храму були покладені пляшки з прізвищами людей, які зводили церкву і прохання молитись за них.
У 1659 році Любомльський староста гетьман Іван Виговський перевів з греко-католицизму знову в православ'я всі церкви староства, в тому числі й Шацьку церкву. Після страти І. Виговського у 1664 році храм знову був переведений в унію.
Після Третього поділу Речі Посполитої в 1795 році територія Волині повністю відійшла до Росії. Церкви Любомльщини ввійшли у склад Володимирського благочиння Волинської єпархії. Влада почала масово навертати населення і греко-католицьких священників у православ'я. Станом на вересень 1796 року священник церкви села Шацьк Баландович Петро перейшов у православ'я, а парафіяни церкви Різдва Богородиці перейшли у православ'я ще раніше.
Згідно з кліровою відомістю за 1796 рік церква Різдва Богородиці в селі Шацьк була дерев'яна і до священнослужіння здатна.
У 1800 році храм в селі Шацьк згорів (Клірова відомість за 1810 рік подає, що церква згоріла 1810 року) і з благословення єпископа Волинського і Житомирського Варлаама була побудована у 1800 році дерев'яна каплиця під тією ж назвою.
Старанням графа Владислава Браницького з 1830 по 1839 рік в селі Шацьк будувалась нова мурована церква. Попередній дерев'яний храм стояв ближче до озера, за 200 м на південний схід від нового. При освяченні церкви на Різдво 1836 року з'їхалось багато поміщиків. Був присутній і сам фундатор, Санкт-Петербурзький сенатор, граф Владислав Браницький.
У 1854 році на території парафії проживало 9 католиків. Клірова відомість за 1860 рік відмічає, що престол в церкві був один в ім'я Різдва Пресвятої Богородиці з святкуванням преподобного Онуфрія і святої мучениці Софії. У 1850 році складений опис церковного майна.
На початку XX століття парафія відносилась до 4-го округу Володимир-Волинського повіту, а з 1913 року — до 5-го округу. Престольне свято Різдва Пресвятої Богородиці в Шацьку завжди відзначали 8 вересня (за старим стилем). У 1905 році церкву відвідав єпископ Володимир-Волинський Арсеній і був задоволений її відмінним станом.
Понад 100 років — з 1813 року по 1914 рік — в храмі служило чотири покоління священників Герштанських.
Церква пережила Першу світову війну. Після завоювання Західної України Польщею вона відносилась до Волинської єпархії Автокефальної православної церкви Польщі. З 1926 року проповіді у храмі велись українською мовою. У 1935 році церкву відвідав Владика Олексій (Громадський). У 1939 році церква разом зі всіма церквами повіту приєднана до Варшавської єпархії.
Під час Другої світової війни від бомби загинув священник Платон Желчук.
З приходом радянської влади храм — у складі Волинської єпархії Московського патріархату. Церква Різдва Пресвятої Богородиці є пам'яткою архітектури республіканського значення з 1951 року. Корисна площа приміщення — 158 м². Земельна площа станом на 1951 рік становила 2305,5 м² (із акту обстеження від 25 березня 1951 року).
У 1954 році було складено кошторис на капітальний ремонт храму на суму 41 862 карбованці. Знову почались релігійні утиски, обкладання податками, земля була повністю конфіскована, виконуючи рішення партії про атеїстичне виховання населення. Рішенням Волинського облвиконкому № 696 від 13 вересня 1963 року церква в селищі Шацьк була закрита, знята з реєстрації і віддана під склад комунгоспу. Частина ікон, богослужбових книг і начиння було передано на зберігання в Петропавлівську церкву села Світязь. Після закриття храму місцева влада не знала як використати споруду, тому вона руйнувалась аж до відновлення.
У 1962 році експедиція Львівського національного музею взяла з церкви 3 ікони, а саме:
- «Свята Параскева П'ятниця» початку XVII століття, інв. № НМЛ-43379/ і-3123;
- «Зішестя в ад» XVII століття, інв. № НКЛ-43378/ і-3132;
- «Святий Григорій Двоєслов» XVIII століття; інв. № НМЛ-43377/ і-3121.

В Любомльський краєзнавчий музей переданий Служебник кінця XVIII століття.
З початком Перебудови в СРСР послабилася атеїстична пропаганда. В цей час у 1989 році була зареєстрована релігійна громада селища Шацьк і у 1990 році розпочалась відбудова церкви. Основні роботи проводились за кошти парафіян, допомагав і місцевий колгосп «Україна». Найбільш активну участь у відбудові храму брали бригадир і перший староста Наумич Матвій, будівельник Кот Іван. Допомагали голова колгоспу Карпук Віктор, начальник Шацького міжколгоспбуду Власюк С. К.
З 25 червня 1991 року в церкві вже почали проводити богослужіння. У 1992 році храм відвідав єпископ Варфоломій. На дзвіниці церкви знаходиться 4 дзвони, з них 3 сучасних, відлитих у Нововолинську. Частину ікон, книг і іншого начиння повернуто з Світязького храму. 25 червня 1994 року відбулось соборне богослужіння, яке провів благочинний Любомльської округи митрофорний протоієрей І. А. Лисенко разом зі священиками Любомльського району. Церква була урочисто освячена 8 жовтня 1994 року, на свято преподобного Сергія Радонезького. На освяченні був єпископ Ніфонт.
За весь період існування церква назви не міняла. Нині храм, старанням настоятеля протоієрея Миколи (Вихора) і громади, повністю відреставрований і знаходиться в доброму стані. В штат церкви входять староста, касир і регент хору. Діє недільна школа, яку веде регент храму. У 1996 році створене Шацьке благочиння, яке очолив настоятель церкви протоієрей Микола. Приписних сіл до церкви немає, але більшість людей із сіл Вілиця, Плоске і Кропивники ходять до церкви в селище Шацьк. В колишньому приписному селі Мельники побудований свій мурований храм святої Анни, а в селі Плоске — каплиця Різдва Пресвятої Богородиці.
На селищному кладовищі поховані 4 священики, які були настоятелями Шацької церкви: Герштанський Василь Павлович, помер у 1901 році; Ясієвич Федір Авксентійович, помер у 1901 році; Герштанський Йосип Васильович, помер у 1914 році; о. Яків Глинянко, помер у 2007 році.

## Архітектура
Церква Різдва Пресвятої Богородиці, споруджена у 1830-1839 роках, відтворює в своїй архітектурі характерні стилістичні ознаки класицизму. Будівля складається з високого, квадратного в плані неба з двома (південним і північним) боковими порталами, прямокутного, розміщеного до заходу від нефа бабинця з двома симетрично розміщеними баштами (на південь і північ від бабинця), а також мініатюрного напівциліндричного об'єму апсиди, прилеглого до центрального приміщення зі сходу. Особливістю об'ємного вирішення споруди є поступове нарощування маси в західному напрямку (від апсиди до двох фланкуючих головний вхід башт), що переміщує основний акцент при сприйнятті споруди на його західний, вхідний фасад. Завдяки цьому, композиція Шацької церкви набуває підкреслено асиметричний характер, який нагадує принципову схему вирішення двобаштових костелів барочної епохи. Своєрідність церкви полягає в тому, що ця, характерна для культових споруд XVIII століття схема, інтерпретується не в барочних, а в класицистичних формах і деталях. Це проявляється в широкому використанні в оформленні фасадів горизонтального руста, куполів і віконних прорізів півциркульних контурів, характерних класицистичних фронтонів. Логічним розвитком фасадного принципу вирішення об'ємної композиції є розміщення церкви на невеликій площі так, що її двобаштовий фасад закінчує перспективу зразу двох вулиць, які тут сходяться.

## Список священиків
Список священників церкви Різдва Пресвятої Богородиці та відомі роки їх служіння:
- 1620 р. — Трифон, Давид;
- 1620-ті рр. — Андрій;
- 1668—1669 рр. — Лобачевський Стефан;
- по 1733 р. — Щербенський Тимофій;
- 1779—1796 рр. — Баландович Петро Антонович;
- 1793 р. — Баландович Іван;
- 1796 р. — опікав Єсевич Яків Михайлович;
- з 13.IV.1798 р. по 1804 р. — Єсевич Яків Михайлович;
- з 10.VII.1813 р. по 1844 р. — Герштанський Павло Пилипович;
- з 21.IX.1848 р. по 1852 р. — Герштанський Йосип Павлович;
- з 23.ІІ.1852 р. по 1896 р. — Герштанський Василь Павлович;
- з 16.І.1901 р. по 1914 р. — Герштанський Йосип Васильович;
- 1923—1926 рр. — Домбровський Константан Ромуальдович;
- 1930—1934 рр. — Саковський Олексій;
- з 5.Х.1934 р. по 1941 р. — Желчук Платон Володимирович;
- 1947 р. — Саковський І.;
- 1954 р. — Зелінський Аполлон Феодосієвич;
- з 29.V.1956 р. по 5.XI.1956 р. — Лисенко Іван Андрійович;
- з 5.ХІ.1956 р. по 1963 р. — Глинянко Яків;
- з 28.V.1991 р. по т. ч. — Вихор Микола Володимирович[1].

## Галерея

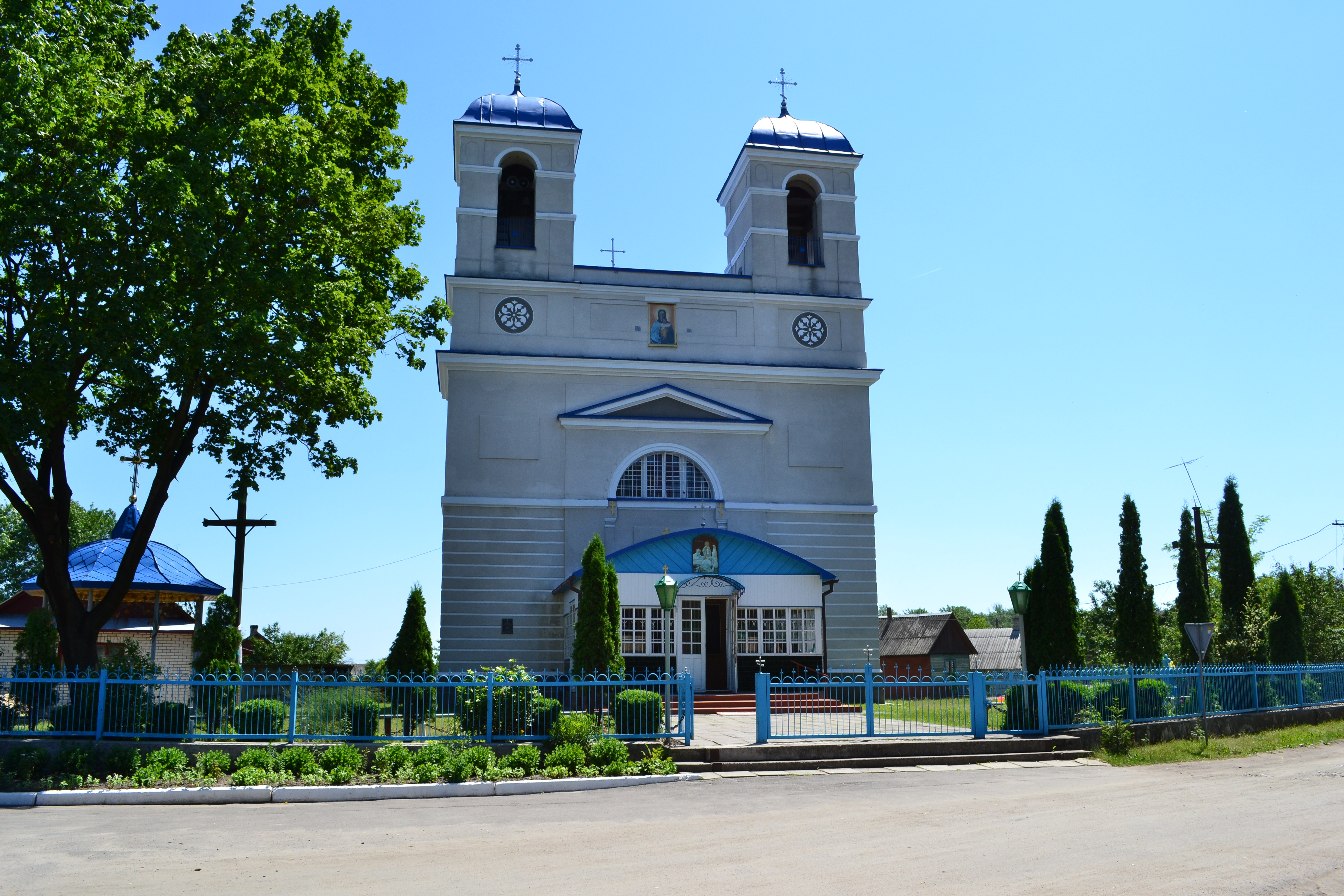
Західний фасад церкви
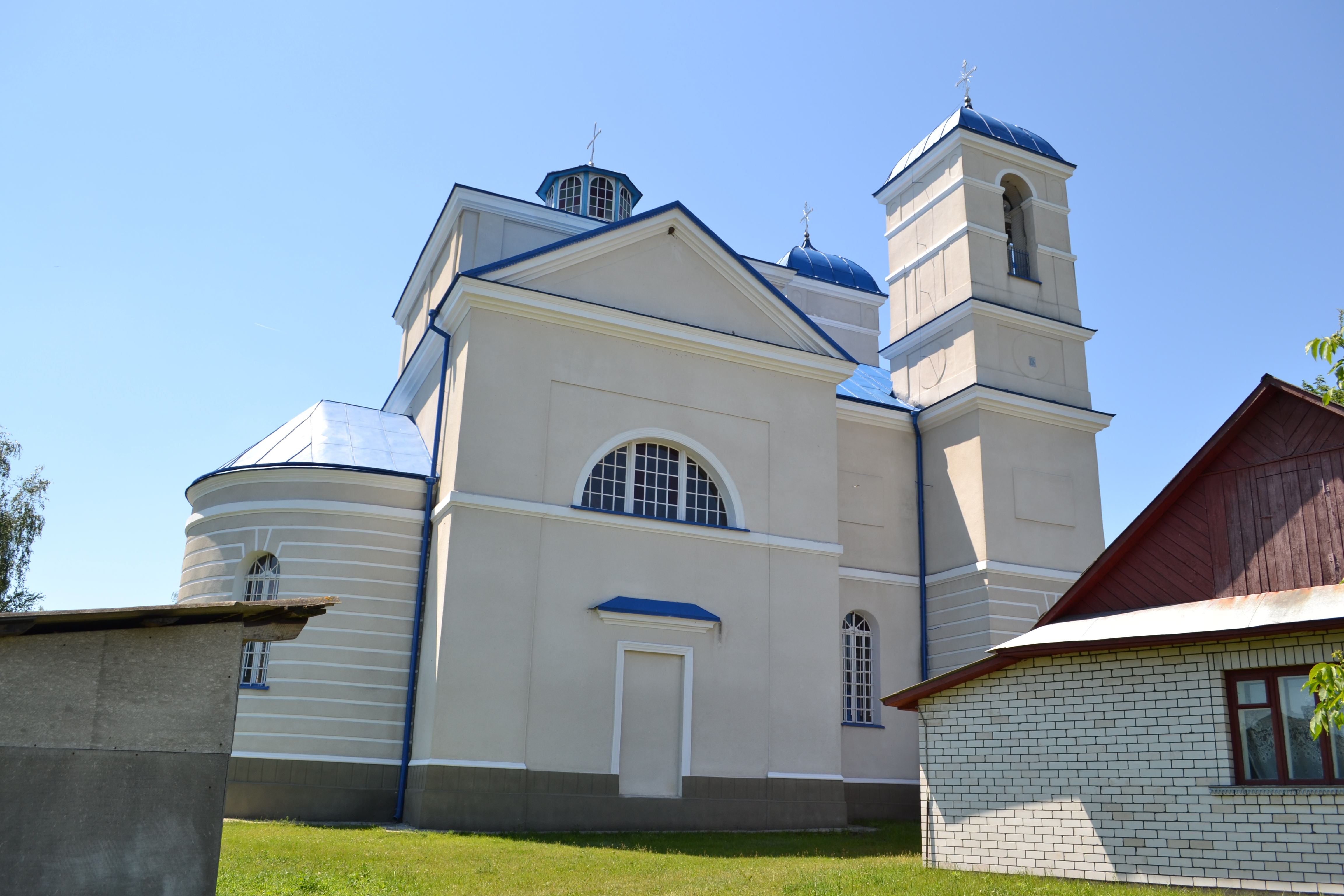
Храм з північно-східного боку
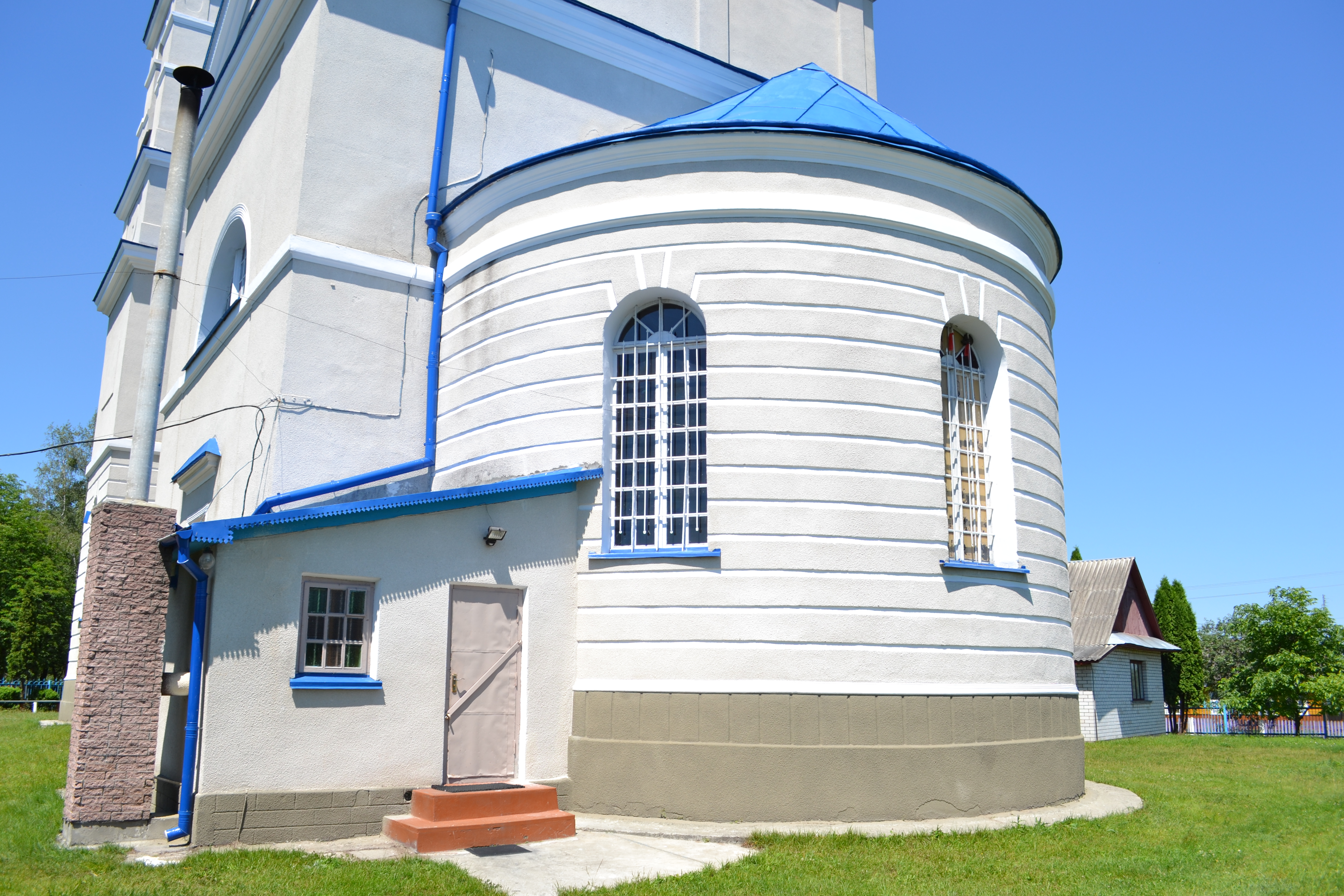
Апсида із південно-східної сторони

## Інтернет-джерела
- Церква Різдва Пресвятої Богородиці на офіційному сайті Шацького благочиння Володимир-Волинської єпархії УПЦ МП (ст.1) [Архівовано 4 березня 2016 у Wayback Machine.]
- Церква Різдва Пресвятої Богородиці на офіційному сайті Шацького благочиння Володимир-Волинської єпархії УПЦ МП (ст.2) [Архівовано 2 листопада 2011 у Wayback Machine.]